# 1945년 전국대학전문축구선수권대회
1945년 전국대학전문축구선수권대회는 전국대학전문축구선수권대회의 1945년 시즌 축구 대회이다. 1945년 12월 1일부터 12월 3일까지 미군정 조선 경기도 경성부에 있는 서울운동장에서 개최되었다.

## 경기장
| 경기장     | 도시 | 좌석 | 수용 | 비고 |
| ---------- | ---- | ---- | ---- | ---- |
| 서울운동장 | 경성 |      |      |      |

## 축구단
| 축구단                   | 도시 | 첫 참가 | 횟수 | 비고 |
| ------------------------ | ---- | ------- | ---- | ---- |
| 경성공업전문학교 축구단  | 경성 | 1945    | 1    |      |
| 경성대학 축구단          | 경성 | 1945    | 1    |      |
| 경성사범학교 본과 축구단 | 경성 | 1945    | 1    |      |
| 경성약학전문학교 축구단  | 경성 | 1945    | 1    |      |
| 보성전문학교 축구단      | 경성 | 1945    | 1    |      |

## 경기 결과
|  | 4강                      | 4강                      |                     |   | 결승 | 결승 |
|  |                          |                          |                     |   |      |      |
|  | 12월 3일 - 경성          |                          |                     |   |      |      |
|  |                          |                          |                     |   |      |      |
|  | 보성전문학교 축구단      | 2                        |                     |   |      |      |
|  | 보성전문학교 축구단      | 2                        | 12월 3일 - 경성     |   |      |      |
|  | 경성대학 축구단          | 불명                     |                     |   |      |      |
|  | 경성대학 축구단          | 불명                     | 보성전문학교 축구단 | 3 |      |      |
|  | 12월 3일 - 경성          |                          | 보성전문학교 축구단 | 3 |      |      |
|  |                          | 경성사범학교 본과 축구단 | 0                   |   |      |      |
|  | 경성사범학교 본과 축구단 | 경성사범학교 본과 축구단 | 0                   | 1 |      |      |
|  | 경성사범학교 본과 축구단 |                          |                     | 1 |      |      |
|  | 경성공업전문학교 축구단  | 0                        |                     |   |      |      |
|  | 경성공업전문학교 축구단  | 0                        |                     |   |      |      |

1945년 12월 3일에 서울운동장에서 진행된 경성사범학교 본과 축구단과 경성공업전문학교 축구단 간의 4강 첫 번째 경기는 연장 접전 끝에 경성사범학교 본과 축구단이 1:0으로 승리하며 결승에 진출했고, 보성전문학교 축구단과 경성대학 축구단 간의 4강 두 번째 경기는 보성전문학교 축구단이 2:1 혹은 2:0으로 승리하며 결승에 진출했다.
1945년 12월 3일에 서울운동장에서 진행된 보성전문학교 축구단과 경성사범학교 본과 축구단 간의 결승 경기는 보성전문학교 축구단이 3:0으로 이기며 우승을 차지했다.

## 참고 문헌
- “大學專六蹴球對陣(대학전육축구대진)”. 조선일보. 1945년 11월 30일.
- “大學專門蹴球開幕(대학전문축구개막)”. 조선일보. 1945년 12월 2일.
- “大學專門蹴球戰績(대학전문축구전적)”. 조선일보. 1945년 12월 3일.
- “蹴球普專(축구보전)에凱歌(개가) 大學專門蹴手閉會(대학전문축수폐회)”. 동아일보. 1945년 12월 4일.
- “大學奪門蹴球普成專門優勝(대학탈문축구보성전문우승)”. 조선일보. 1945년 12월 7일.